# زلاتکو شیمنتس
زلاتکو شیمنتس (انگلیسی: Zlatko Šimenc؛ زادهٔ ۲۹ نوامبر ۱۹۳۸) بازیکن واترپلو اهل یوگسلاوی بود.